# Giuseppe Trecca (architetto)
Giuseppe Trecca (Verona, 11 agosto 1871 – Negrar, 5 luglio 1955) è stato un architetto italiano.

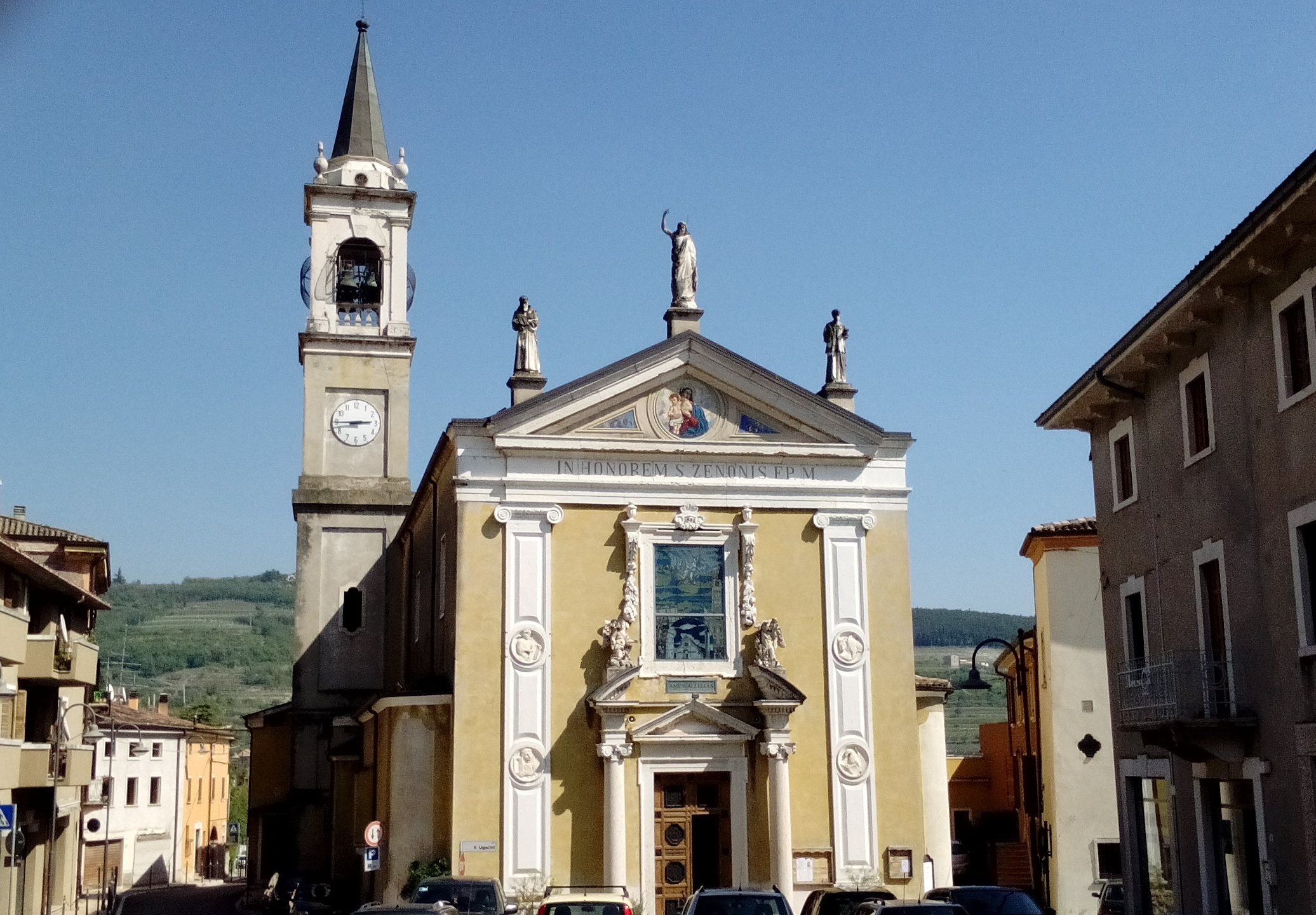
La chiesa di Fumane, decorata su progetto di Trecca

Nel 1894 viene ordinato sacerdote e ben presto orienta i suoi studi verso l'architettura e la storia. Nel 1913 si occupò del completamento del campanile del duomo di Verona.
Tra il 1902 ed il 1914 promuove e dirige i restauri della chiesa di San Salvaro, situata a San Pietro di Legnago, presso cui era curato. In accordo con il pensiero dell'epoca, il restauro fu principalmente rivolto al ripristino dello stile romanico della chiesa, provvedendo a rimuovere le influenze barocche introdotte nei secoli ed alla riabilitazione della cripta, del VI-VII secolo, precedentemente interrata.
Tra il 1922 e il 1924 progetta la chiesa parrocchiale di Marano di Valpolicella e dal 1924 dirige i lavori per la decorazione di quella di Fumane.
Successivamente si occupa di altre opere a carattere religioso, ad esempio: progetta un convento a Castelletto di Brenzone sul Garda, realizza una chiesa in stile gotico presso il cimitero di Lazise, modifica il prospetto della chiesa di San Felice a Cazzano di Tramigna.